# Hyalacrotes
Hyalacrotes — рід грибів родини Hyaloscyphaceae. Назва вперше опублікована 1991 року.